# Johnius distinctus
Johnius distinctus és una espècie de peix de la família dels esciènids i de l'ordre dels perciformes.

## Morfologia
- Els mascles poden assolir 22 cm de longitud total.
- Nombre de vèrtebres: 25.[4][5]

## Hàbitat
És un peix marí, de clima temperat i bentopelàgic.

## Distribució geogràfica
Es troba al Japó, la Xina i Taiwan.

## Observacions
És inofensiu per als humans.